# المهسيس (فرع العدين)

تعديل مصدري - تعديل

المهسيس محلة تابعة لقرية وادي الحصن، التابعة لعزلة العاقبة بمديرية فرع العدين إحدى مديريات محافظة إب في الجمهورية اليمنية، بلغ تعداد سكانها 40 حسب تعداد اليمن لعام 2004.